# 操心術
『操心術』（そうしんじゅつ）は、STUDIO邪恋制作のアダルトゲームシリーズ。催眠・MCをテーマとする。
2004年10月にStudio Insaneから発売された『操心術〜P.S.@4〜』がシリーズ最初の作品となる。これは、URANブランドの『P.S.@』シリーズの続編とされているが、前作にあたる『P.S.3〜ハーレムナイト〜』のキャラクターは一切登場せず、鬼畜的な内容を受け継いだだけである。この『操心術〜P.S.@4〜』にシナリオ、CGを追加した『操心術plus』、またその続編として『操心術2』がSTUDIO邪恋から2006年6月30日に同時発売され、以後シリーズ化した。
シリーズの各作品の時系列につながりが存在しており、『2』が『操心術〜P.S.@4〜』とは別の場所で起きた出来事を扱っており、『操心術3』がその子どもたちの世代を描いているほか、『操心術0』は『操心術〜P.S.@4〜』の前日譚にあたる。2012年11月30日にはシリーズの完結編である『操心術∞』が発売された。『操心術∞』のゲーム中にて製作中であることが明かされた『操心術外伝』は、2015年6月26日に発売された。
音楽はシリーズ初期から『3』までの時点でトレモロが担当しており、メインテーマをもとに様々な形にアレンジを施すという手法が取られている。
たとえば『2』ではジャズ調のアレンジが施された一方、『3』では作品全体のテーマが「ケミカル」に設定されているのに合わせ、テクノミュージック調のアレンジが施された。

## シリーズ作品
1. 操心術〜P.S.@4〜 （2004年10月22日発売）
  - 操心術plus （2006年6月30日発売）
2. 操心術2 （2006年6月30日発売）
  - 操心術2plus （2008年1月25日発売）
3. 操心術3 （2008年12月12日発売）
4. ゴニン!? 〜ピタリと的中!強制占い♪〜 （2010年5月28日発売）
5. 操心術0（Rei） （2011年1月28日発売）
6. 操心術∞（メビウス） （2012年11月30日発売）
7. 操心術外伝 〜綾河博士のHENTAI事件簿〜 （2015年6月26日発売）

## シリーズ共通の登場人物
吉峰 麗（よしみね れい）
『ゴニン!?』を除き全作に登場。紫色の髪、服装など共通項はあるが、年齢、身長、性格、職業等が各作品で異なる。催眠による女性への陵辱を嫌悪しており、プレイヤー側と敵対することが多い。
アレクサンドラ
『操心術2』から登場。『操心術0』には登場しない。カタコトの日本語や外国語が混じった奇妙な喋り方をする。プレイヤー側に催眠を行うための手段を与える役回りが多い。苗字は各作品で異なる。

## 操心術〜P.S.@4〜
2004年10月22日発売。

### あらすじ
平凡なフリーターの霧生悠斗は、差出人不明のメールを受け取り、メールの指示を受け、コインロッカーの中から薬品のアンプルを見つけた。
その薬が10分間だけ他人の心を操ることができるという効能を持つことを知った時、この薬を用いて綾河一家の心を支配せよという指令のメールが届いた。
悠斗は、その一家の一人である美桜乃に手ひどく振られた過去があり、しかもその一家が女だけしかいないということを知り、意気揚々とその家に乗り込む。
ところが、春生の担任で美桜乃の旧友でもある同性愛者・吉峰麗が悠斗の前に立ちはだかり、二人はどちらが先に一家を自分のものにするかで競争となる。

### システム
本作は、薬を用いてヒロインを催眠にかける内容のアダルトゲームである。
プレイヤーは全部で14本のアンプルを使うことができるが、使用できるのは1日に1度だけであることに加え、タイミングが悪いと催眠に失敗する場合もある。
画面下部には、催眠の度合いを示した人型のゲージがあり、青が主人公に支配されている状態、赤が麗に支配されている状態を示している。

### 開発
ざくそんは、元々催眠フェティシズムやマインドコントロール専門のウェブサイトを運営しており、知人を通じてStudio Insaneからアダルトゲームの動画の仕事を引き受けたことがきっかけで、最終的には『操心術〜P.S.@4〜』のディレクターを務めるに至った。
当初はざくそんが投稿した作品をゲーム化するという案もあったが、小説とゲームでは求められる文章が異なったため、最終的にはざくそんが原案・企画を手掛けることとなった。
おくとぱすも、幼少時から催眠やマインドコントロールに興味があり、そのようなジャンルのウェブサイトを運営していたため、同様の趣味を持つ知人のざくそんを通じて最終的に『操心術〜P.S.@4〜』のライターを務めるに至った。
本作の開発途中にBLACKRAINBOWより『催眠学園 』が発売されたため方針転換が取られ、シナリオの分岐や相手を催眠にかける手段は同作よりもやや複雑なものとなった。
開発にあたり、ざくそんはマインドコントロールの愛好者の望むアダルトゲームの実現を目指し、ゲーム性を出すために「薬システム」を導入した。
おくとぱすも人の精神を思い通りに操るという危険行為をしっかり描くよう意識し、ただ発情させて性行為に及ぶのではなく、マインドコントロール独自の特殊なHシーンを多く取り入れることを心がけた。
ざくそんは『操心術〜P.S.@4〜』の「主人公とライバルの対決」をストーリーの軸にし、「どうせ敵は負けるから」という理由でライバルキャラクターを女性にした。
「主人公とライバルの対決」は後続作品のストーリーの軸であると同時に、シリーズ全体のテーマでもある。

### 『操心術〜P.S.@4〜』の登場人物
霧生 悠斗（きりゅう ゆうと）
主人公。大学時代に学んだ催眠術で美桜乃に悪さをしようとして返り討ちに遭い、以後憎しみを抱いている。
蒼原 美桜乃（そうげん みおの）
商社勤めのキャリアウーマンで、仕事の都合で美也子夫妻の家に同居している。悠斗の大学時代の先輩でもある。
綾河 美也子（あやかわ みやこ）
美桜乃の姉で専業主婦。旧姓は蒼原。良妻賢母であろうとして無理をするときもある。
綾河 春生（あやかわ はるき）
美也子の娘である女子校生。叔母の美桜乃とは仲が良い。
吉峰 麗（よしみね れい）
春生の担任教師。美桜乃とは高校の同級生。融通が利かず、悠斗のような不真面目な人間を嫌う。

## 操心術2
2006年6月30日発売。
前作『操心術』と同時期に別の場所で発生した出来事を描いている。

### 開発
前作『操心術〜P.S.@4〜』がロープライスだったのに対し、『2』はフルプライスの作品であり、ゲームの内容を増やした。
また、前作は一家庭を舞台としていたのに対し、『2』は一つの町を舞台としており、いかにしてヒロインを貶めるかに重きが置かれた。
原画は漫画家の十羽織ましゅまろがてがけた。

### あらすじ
主人公・立花 竜尋は童顔且つ小柄な体格故に、女にさげすまされる日々にいらだっていた。ある日、彼が営む人捜し屋の事務所に、姪と名乗る少女アレクサンドラが転がり込む。
その後、彼は外でタバコを吸っていたところを通りかかった女性に見とがめられる。彼を子供だと思い込んだまま説教を続ける女性を疎ましく思ったその時、彼女の周りに光の檻が現れ、女性は竜尋の命令に対して従順に動き出した。
これはいいと思った竜尋は、アレクサンドラを助手にし、女たちを片っ端から言いなりにしていく。

### 『2』の登場人物
立花 竜尋（たちばな たつひろ）
本作の主人公である、24歳の人捜し屋。夜逃げした相手を捜し出すことを得意とする一匹狼。
計算高く悪知恵も働くが、童顔で小柄なため子どもと間違われることが多く、子ども扱いされたときは落ち着きを欠いて怒り狂う。
剣崎 夜美果
声 - 金松由花
弁護士。女性のために戦う一方、立花のことを見下している。
都鳥 椿（みやどり つばき）
声 - 逢川奈々
女性警備員。生真面目な性格で、公正なつもりではいるものの、実際は高圧的な言動が目立つ。
都鳥 真奈（みやどり まな）
声 - 本田みか
都鳥椿の妹である、女子校生。姉同様生真面目で、警察官僚か政治家を夢見る。
泉水 雪絵（いずみ ゆきえ）
声 - 紫苑みやび
有名企業の社長夫人。夫がセクハラ訴訟を起こされ、立花に助けを求めた。男を魅了させて言いなりにすることを好む。
立花・アレクサンドラ　（たちばな あれくさんどら）
主人公の姪。
吉峰 麗（よしみね れい）
声 - カンザキカナリ
通りすがりのOL。

### 評価
ユーザーからは、Hシーンが突飛すぎるという指摘が相次いだ一方、誤認プレイの愛好家からは好意的に受け入れられた。

## 操心術3
『操心術3』は、2008年12月12日にSTUDIO邪恋から発売されたアダルトゲームであり、『操心術〜P.S.@4〜』および『操心術2』の後に起きた出来事を主題としている。

## ゴニン!? 〜ピタリと的中!強制占い♪〜
2010年5月28日発売

### 『ゴニン!?』の登場人物
永礼 諒一（ながれ りょういち）
本作の主人公。
【長女】神月 なずな（こうづき なずな）
声 - 逢川奈々
白鳥ヶ丘学園教師で、世界史を担当している。
【次女】神月 ぼたん（こうづき ぼたん）
声 - 御苑生メイ
白鳥ヶ丘学園教師一年目、数学担当。
【三女】神月 すみれ（こうづき すみれ）
声 - ももぞの薫
白鳥ヶ丘学園の教育実習生。家庭科担当。
【四女】神月 かりん（こうづき かりん）
声 - 金松由花
白鳥ヶ丘学園生。
【五女】神月 あずき（こうづき あずき）
声 - 青葉りんご
白鳥ヶ丘学園生。
辻占い師“R”
声 - 金松由花
辻占い師。

## 操心術0
2011年1月28日発売。
本作は、『操心術〜P.S.@4〜』の前日譚であり、シリーズを通して登場する主人公のライバル・吉峰 麗の物語でもある。また、同様の理由で、タイトルの「0」は「れい」と読む。
シリーズ完結編である『操心術3』において心を操る能力を持った者たちの背後に潜む二つの勢力の正体が明かされなかったため、本作が作られた。

### あらすじ
不良たちの間では、装着するだけで目にした者を操る「青目」と呼ばれるコンタクトレンズの存在が広まっていた。
青目が無くとも他者を操る力を持つ主人公・吉峰 由宇は、その能力を持って周囲の異性を自らの意のままにしていた。
ある日、由宇は「青目狩り」ことReiという少女と出会う。
Reiは元々「青目」への耐性があったものの、別系統である由宇の能力への耐性はなく、影響を受けてしまう。
Reiを気に入っていた由宇は、洗脳ではなく、発情させるまで調教する形で自分の支配下に置く。
ある日、由宇のクラスメイト全員が「青目」に操られ、由宇を仲間に加えようとする。由宇は反撃するも、能力を酷使した結果、能力を失ってしまう。
Reiに助けられたとはいえ、由宇は能力を失ったショックから立ち直れなくなっていたが、それでも「青目」に関する調査を開始する。
その中で彼は弓道部員の七聖と肉体関係を結ぶ。ところが、七聖は由宇がReiと一緒にいるところを見て自分が弄ばれていたことを知って憤慨したところを、友人のつかさに洗脳される形で暴走する。
紆余曲折の末、由宇は能力を取り戻し、つかさやその背後にいた美門姉妹をも洗脳する。そして、由宇はつかさたちを利用し、Reiの正体が様々な人々の身体を渡り歩く魂であり、「Rei」という名前と「女を守る」という意志だけしか残っていないことを突き止める。この時点で由宇は瀕死になっており、Reiと融合する。
「人を操る能力を使ってよいのは自分だけ」という由宇の意志と、「女を守る」というReiの意志が合わさった結果、「吉峰麗」という一人の女性が誕生した。

### 『0』の登場人物
吉峰 由宇（よしみね ゆう）
本作の主人公。学園の一年生。一見すると善良な一般人だが、思春期を迎えた際に凶悪なマインドコントロール能力を手に入れた。
姫神 七聖（ひめがみ ななせ）
声 - 沢代りず
学園の一年生。アーチェリー部の新入部員。明るく元気な性格からクラスでの人気は高いが、よくいじられる。また、すぐにアイドルやスポーツ選手に憧れるミーハーな所がある。
星月 晶（ほしづき あきら）
声 - 香澄りょう
学園の二年生。新聞部に所属しており、あらゆることに首を突っ込む一方、興味に偏りがあり、どんな事件でも色恋沙汰にしてしまう悪癖がある。
胡桃 つかさ（ことう つかさ）
声 - 金松由花
かるた部の部員で、七聖の幼馴染でもある。教師である風露以上に大人びた雰囲気と冷静な性格から、性別問わず信頼されている一方、男女関係であっても平然と話題にする。
Rei（れい）/吉峰 麗（よしみね れい）
声 - 幸代彩里
“青目” を狩る謎の少女。女を操って慰みものにする男を許さず、けた外れの身体能力で叩きのめしている。
五十鈴 風露（いすず ふうろ）
声 - 羽高なる
浜ヶ崎学園の教師で、国語を担当している。通称 「ふーちゃん」。旧家の蔵から文献を発見することを夢見る。かなりの天然ボケで、色々な意味で絶大な人気を誇るが、本人は全く気づいていない。
美門 水蓮 / 木蓮（みかど すいれん / もくれん）
声 - 逢川奈々
浜ヶ崎学園の養護教諭を務める双子の姉妹。幼い見た目だが、風露と同年代である。

### 開発
キャラクター設定
本作の原画は、YUKIRINが担当した。
ヒロインのうち、姫神七聖は当初明るく能天気なキャラクターだったが、作品全体が『ゴニン!?』のように明るくなってしまうため、明るくかわいい性格ながらもどこか不穏な言葉を発するキャラクターとして設定された。
星月晶は、『3』の剣崎沙織里に似た立ち位置だが、沙織里とは異なり裏表のないキャラクターとして設定された。また、おしゃべりなお調子者という設定から、ボイス数が全キャラクター中最多となった。また、晶はこれまでの邪恋作品に多く登場する暴走しがちなキャラクターにならないよう注意が払われ、かわいさが前面に出されたほか、Hシーンは誤認ものが用意された。
Reiこと吉峰 麗は、殺伐とした言動と面倒見の良さを併せ持ったキャラクターだが、ディレクターのざくそんは元からそのようなキャラクターとして設定したわけではないと公式ホームページの中で述べている。
五十鈴風露の苗字は、実在の人物との重複を防ぐため、過去に存在した個人商店からとった「いとすず」という読みにした。また、風露と美門姉妹の名前が植物に由来していたことから、他のモブキャラクターも同様に植物に由来する名前をどこかに作るというルールが設けられた。

## 操心術∞
2012年11月30日に発売された『操心術∞』（そうしんじゅつメビウス）は、シリーズの完結編にあたる。
開発にあたり、田上昌縫と筆柿そふとのNATORI烏賊がシナリオ補佐として参加した。

### あらすじ
天才科学者・霧生伊吹は、人間の人格を別のものに書き換える研究をする中で、他人を操る力を持った少年・綾河樹と意気投合し、共同で研究を重ね、人格の分析・改変を行う人格転移装置を開発する。
ところが、伊吹は装置のテストに失敗しまう。
一方、ある日、城林学園に通う主人公・倉山 鋭太は、女子たちからいじめられていた転校生の才賀 アレクサンドラが女子たちに対してスプレー・HYP-489を吹き付け、自らの言いなりにする様子を目撃する。アレクサンドラのカバンからスプレーを盗み出すも、それはアレクサンドラが仕向けたことだった。
その後、伊吹と鋭太の物語は、ある場面にて一つにつながる。

### 『∞』の登場人物
倉山 鋭太（くらやま えいた）
『∞』の主人公。城林学園2年生。通称「ニブ太」。鋭い目つきに、左目が隠れるほどの長髪、着崩した制服が特徴。スケベで性格が悪い上に学業も運動も振るわず、クラスでは爪弾き者として扱われている。転校生のアレクサンドラから催眠スプレーを入手し、人を操る力を得る。
上月 さくら（こうづき さくら）
声 - 佐倉もも花
鋭太の同級生。誰にでも優しく接する一方、生理的嫌悪感から鋭太を避ける。
城咲麻紀（しろさき まき）
声 - 東かりん
鋭太の同級生。社交的な反面、物おじすることなく発言し、鋭太を嫌う。
此ノ花鏡子（このはな きょうこ）
声 - まきいづみ
鋭太らのクラスの担任で、英語の授業を受け持っている。また、文芸部の顧問も務めている。
才賀アレクサンドラ（さいが アレクサンドラ）
声 - 金松由花
本編では転校生として登場。城林学園1年生。鋭太に催眠スプレー・HYP-489を入手するように仕向ける。
本條このみ（ほんじょう このみ）
声 - 桃也みなみ
アレクサンドラの同級生。明るく元気で好奇心旺盛な性格をしている。くじ引きで無理やり風紀委員にされた経緯を持つ。
吉峰麗（よしみね れい）
声 - 御苑生メイ
城林学園の風紀委員長。生真面目で規則を絶対視する。その一方で、鏡子に想いを寄せている。
才賀教授（さいがきょうじゅ）
声 - なし
綾河樹（あやかわ いつる）
声 - ももぞの薫
霧生伊吹（きりゅう いぶき）
声 - 金松由花

## 操心術外伝
『操心術外伝 〜綾河博士のHENTAI事件簿〜 』は、2015年6月26日に発売されたアダルトゲームである。
『操心術外伝 〜綾河博士のHENTAI事件簿〜 』は、ただの明るい少女だった綾河 春生がマッドサイエンティストになるまでを描いた外伝作品であり、時系列は、『操心術〜P.S.@4〜』（および『操心術2』）と『操心術3』の間にあたる。

### あらすじ
時篠学園に通う大学生・季元ハジメは、女目当てにあるゼミに入る。
ある日ハジメは、同じゼミの綾河春生が催眠装置の実験をしているところを目撃する。
ハジメは盗んだ装置で女たちを自らの思いのままにしていたところ、春生に見つかってしまう。
窮地に陥ったハジメは装置を用いて春生を催眠状態に陥らせ、彼女に様々な装置を開発させた。

### 『外伝』の登場人物
季元 ハジメ（きのもと はじめ）
本作の主人公。時篠学園に通う大学生。
綾河 春生（あやかわ はるき）
声 - 金松由花
宝来ゼミに所属する女子大生。天才として名高い反面、無邪気で分別に欠けていた上、倫理観も欠落していた。
中岡 清夏（なかおか さやか）
声 - 逢月ねる
宝来ゼミに所属する女子大生。
山里 秋穂（さんり あきほ）
声 - ももぞの薫
大学院を経て宝来ゼミの助手を務めている。努力家であり、天才児である春生には困っている。
富隈 冬紬（とみくま ふゆ）
声 - 東かりん
宝来ゼミに所属する女子大生。他者を冷めた目で見ており孤立しがちだが、変人ばかりのゼミの面々の中では常識的な考え方の持ち主である。

### 開発
当初本作は『操心術∞』よりも前に発売する予定だったが、制作体制や他作品の開発との兼ね合いなどから発売時期が変更された。
『操心術3』以降はエロ重視という開発方針がとられていたが、『3』のようなストーリー重視の作品を作ってほしいという要望が多かったため、外伝ということもあり、『外伝』はストーリーに組み込む形でエロ要素が発生するという構成がつくられた。
原画はシリーズ初参加となる相川亜里砂が担当した。ディレクターのざくそんは「イベントCGの1枚目を見た時、線の流麗さに感服し、このCGで作品の方向性を確信することができた」とGame-Styleとのインタビューの中で、振り返っている。

### スタッフ
- 原画：相川亜利砂
- シナリオ：おくとぱす
- 音楽：moga river
- 監督：ざくそん

## 関連作品
ノベライズ
いずれもおくとぱす著, STUDIO邪恋監修, YUKIRINイラスト。
- 操心術 淫果勃興編(ぷちぱら文庫230)
  - 2015年12月11日発売。
- 操心術 乱操散華編 (ぷちぱら文庫233) 文庫 
  - 2016年1月29日発売。